# 裘曉君
裘曉君（チャオ・シャオジュン、英語: Qiu Xiaojun、1990年6月30日 - ）は、中華人民共和国の男子プロボクサー。浙江省杭州市出身。フェザー級のウェイトでデビューした当時からテクニックを主体とした技巧なスタイルながら連打でのKOが多い連打型の選手。3敗のうちの2敗は日本のリングで同じ選手に喫している。

## 来歴
2010年6月30日、中華人民共和国江蘇省邳州市でフェザー級でプロデビューし、8回判定勝ちを収めた。
2010年12月5日、エリクソン・オリゲネスと対戦し10回3-0の判定勝ちを収めた。
2011年9月8日、アデリ・アサと対戦し6回判定勝ちを収めた。
2012年9月23日、日本の石川県金沢市でジョナサン・バァトと対戦し初黒星となる8回判定負けを喫した。
2013年5月26日、ジョナサン・バァトと金沢市で再戦し9回53秒負傷判定負けを喫した。
2013年6月8日、ジョネル・アリビオと対戦し6回判定勝ちを収めた。
2013年8月9日、ジリオ・メーリンとABCOスーパーバンタム級王座決定戦を行い12回判定勝ちを収め王座獲得に成功した。
2013年11月16日、リザンドロ・デ・ロス・サントスとABCOスーパーバンタム級タイトルマッチおよびWBCユース・世界スーパーバンタム級暫定王座決定戦を行い、2回1分48秒KO勝ちを収めABCO王座の初防衛、WBC暫定ユース王座の獲得に成功した。
2014年2月5日、ジェイソン・クーパーと対戦し10回判定勝ちを収めWBC暫定ユース王座の初防衛、ABCO王座の2度目の防衛に成功した。
2014年3月28日、ジョナサン・バァトと3度目の対戦。12回判定勝ちを収めABCO王座の3度目の防衛に成功した。
2014年5月16日、ラスマヌディンと対戦し4回1分38秒KO勝ちを収めABCO王座4度目の防衛に成功した。
2014年9月8日、ルスラン・ベルチェックと対戦し初回1分57秒KO勝ちを収めABCO王座5度目の防衛に成功した。
2015年2月22日、元WBC世界スーパーフライ級シルバー王者シルベスター・ロペスとWBC世界スーパーバンタム級シルバー王座決定戦を行い6回2分38秒TKO勝ちを収め王座獲得に成功した。
2015年9月11日、ディアシュ・ガブタンと対戦し6回2分11秒KO勝ちを収め初防衛に成功した。
2015年11月7日、モナコのサル・デゼトワールでアモール・ベハーディ・アリとWBAインターナショナルスーパーバンタム級王座決定戦を行い、11回TKO勝ちを収めWBCシルバー王座の2度目の防衛とWBAインターナショナル王座獲得に成功した。
2016年2月12日、レイモンド・コーメイと対戦し12回3-0(3者共に118-109)の判定勝ちを収めWBAインターナショナル王座の初防衛に成功した。
2016年6月24日、中華人民共和国北京の首都体育館でWBA年次総会の会長御前試合としてハビエル・フォルトゥナVSジェイソン・ソーサの前座で、スコット・クィッグがカール・フランプトンとの王座統一戦に敗れて以来空位となっているWBA世界スーパーバンタム級正規王座を懸け元世界2階級制覇王者でWBA世界スーパーバンタム級8位のネオマール・セルメニョと対戦し、プロ初のKO負けとなる12回1分11秒TKO負けを喫し熊朝忠に続く中国のボクサー2人目の王座獲得に失敗した。
2016年7月14日、WBAは最新ランキングを発表し、上述のセルメニョ戦に敗れ王座獲得に失敗した裘をWBA世界スーパーバンタム級9位にランクインした。
2016年9月30日、温州市でロベルト・ウドハンと対戦し、3回1分39秒TKO勝ちを収めた。
2016年12月8日、WBAは最新ランキングを発表し、裘をWBA世界スーパーバンタム級7位にランクインした。
2016年12月17日、杭州市でWBA世界スーパーバンタム級王者のネオマール・セルメニョと6ヵ月ぶりに再戦し、12回0-3（110-118、111-117が2者）の判定負けを喫し王座獲得に失敗した。

## 獲得タイトル
- ABCOスーパーバンタム級王座
- WBC世界スーパーバンタム級暫定ユース王座
- WBAインターナショナルスーパーバンタム級王座
- WBC世界スーパーバンタム級シルバー王座